# Kensho Ogasawara
Kensho Ogasawara (født 26. marts 1995) er en japansk fodboldspiller.
Han har spillet for flere forskellige klubber i sin karriere, herunder YSCC Yokohama.